# Anna Fegi
Anna Fegi (18 de abril de 1977, Toledo) es una cantante pop filipina.

## Biografía
Nació en Toledo en la Provincia de Cebú, Anna comenzó su carrera como cantante eb su niñez. Utilizaba para unirse a los concursos locales de aficionados de canto en Cebú. Con un determinado talento e inigualable en el canto, Anna viajó a Manila y trabajó para convertirse en uno de los últimos miembros del grupo desaparecido, Smokey Mountain. Finalmente, Ryan Cayabyab la descubrió. Anna comenzó a cantar profesionalmente como cantante en el Hyatt Regency, y luego en sus producciones de teatro, se hizo de una manera de ser una artista consumada y sus conciertos lo realizó en un lapso de 3 años. Fue etiquetada como "La Diva brillante" en la escena musical local.

## Discografía
- Ang Puso ay Dinggin
- Alaala Niya
- Bakit Hindi na lang Ikaw
- Bakit Kailangan Pang Lumayo
- Bakit Kayo Pa Rin
- Closer You and I
- Di Pa Huli
- Don't Give Up On Us
- Even If - kaduweto si Luke Mijares
- Forever (álbum)|Forever
- Group Hug
- I Need You Back
- Ikaw ang Buhay ko
- Ikaw ang Kailangan Ko
- Ikaw Lamang
- It Takes Too Long (To Learn To Live Alone)
- Kahit Isang Saglit (Live)
- Kailan Kita Mamahalin
- Kailangan Kita
- Kapag Kasama Kita
- Kung ako ba Siya
- Mangarap ka
- Minamahal ko Siya
- Muntik ng Maabot ang Langit
- Nasaan Ka Man
- No Regrets
- Pansinin mo ako
- Sa May Bintana
- Saan Ka Na Kaya Ngayon
- Saan ka Na kaya Ngayon (Dance Mix)
- Sana Ikaw
- Sana'y Malaman Mo
- Shadow of Time
- So Many Questions
- The Gift
- Through the Years
- Til There Was You
- Together, Forever
- Tunay na Kitang Minamahal
- Wala Ka Na
- What Good Is That Without You
- What Good Is That Without You - kaduweto si Toti Fuentes
- Without You